# John Brown Anti-Klan Committee
El John Brown Anti-Klan Committee (JBAKC) fue una organización antirracista que participio en los Estados Unidos. El grupo protesta contra la presencia del Ku Klux Klan (KKK) y otras organizaciones supremacistas, además haber publicado  zines y revistas durante su periodo de actividad. Algunos Miembros del JBAKC estuvo implicado en una seguidilla de atentados en contra de objetivos militares, gubernamentales, y objetivos corporativos en los años 80´s. El JBAKC se identificaban como antiimperialistas y afroamericanos considerado también a nativos americanos, puertorriqueños, e hispanos que han sido oprimidos, describiéndolos como pueblos coloniales.
El JBAKC compartió miembros con varios otros grupos radicales activos en ese momento, y algunos han afirmado que era una organización del frente para el Movimiento Comunista del 19 de mayo.

## Historia
El JBAKC estuvo empezado en 1978 por un grupo activistas antirracistas con lazos al Weather Underground. Nombraron la organización en honor al líder abolicionista John Brown, quién defendido y justifico la violencia como medios para acabar esclavitud en los EE. UU. Según la miembro fundadora Lissa Roth el acontecimiento que provocó la formación del grupo era el descubrimiento que el KKK estaba organizada de manera activa en prisiones estatales de Nueva York. El JBAKC pronto tuvo actividades en varios estados, siendo más activo en Ciudad de Nueva York, Chicago, y San Francisco. El grupo se promovió por distribuir fliers en conciertos de punk rock, y se mantuvo con conciertos de beneficio de punk bandas como los Dead Kennedys, y Dirty Rotten Imbeciles.
El JBAKC se enfrentó directamente a los supremacistas blancos cuando realizaban manifestaciones, y las confrontaciones a veces se volvieron violentas. En 1983, el grupo trabajó con Boinas cafés para interrumpir una marcha KKK en Austin, Texas. Los manifestantes arrojaron piedras y botellas a los manifestantes, y las peleas resultantes resultaron en 12 heridos y 11 arrestos. El jefe de policía  Austin culpó de la violencia a JBAKC y Boinas Cafés, pero se descubrió que un oficial de policía utilizó fuerza excesiva en el arresto de un miembro de las boínas cafés. Meses después,  tres miembros fueron arrestados por participar en un motín afuera de una escuela secundaria en Arlington, Virginia, donde neonazis realizaron una manifestación para conmemorar el "Día del Orgullo Blanco". Además miembros del KKK irrumpieron en un Desfile del Orgullo Gay en Chicago en 1986, se encontraron con manifestantes contrarios de JBAKC y otro grupo antirracista. Una multitud de alrededor de 2.500 seguidores del Klan persiguió a los grupos anti-Klan, lo que provocó 17 arrestos y heridas leves a ocho agentes de policía.
Además de confrontar a los supremacistas, el JBAKC también se puso en contra de la brutalidad policial. En 1983, 20 miembros de la rama de Los Ángeles se manifestaron fuera del Departamento de Policía de Los Ángeles para protestar por el tiroteo de un niño negro de cinco años por un oficial de policía blanco del Departamento de Policía de Stanton. Los manifestantes repartieron un panfleto titulado "¡Alto a los policías asesinos!" y afirmó que el oficial reaccionó de forma exagerada porque se sintió amenazado de estar en una comunidad negra. Un portavoz de la policía afirmó que el niño había agitado una pistola de juguete realista al oficial. Como parte de su esfuerzo por desafiar a los supremacistas, el grupo trabajó para limpiar antisemita y racista grafiti en el vecindario de Lincoln Park en Chicago. Las esvásticas y grafiti similares fueron pintados con aerosol en el 40 aniversario de Kristallnacht, cuando las empresas propiedad de judíos en Alemania fueron destrozadas. El vandalismo se atribuyó a William G. Leinberger, miembro de un grupo neonazi skinhead. JBAKC estaba políticamente conectado e influenciado por la Nueva Organización Popular Afrikana (NAPO) y la política de Nueva Afrika.
A pesar de que su trabajo se opone a ciertas formas de antisemitismo, no todos los grupos judíos apoyaron al JBAKC En dos manifestaciones contra el Klan de California, los JBAKC fueron confrontados por manifestantes de la Liga de Defensa Judía, quienes acusaron al grupo de antisemitismo por sus fuertes posiciones contra Sionismo. El portavoz de JDL Irv Rubin dijo del Comité: "Odian a Israel con pasión". La Liga Antidifamación también criticó al JBAKC, alegando que la organización "en realidad promueve el racismo y aboga por la violencia organizada"."  El JBAKC, por su parte, se refirió al sionismo como "el equivalente de la supremacía blanca" acusando a los sionistas de" trabajar con el Klan y otros grupos de supremacía blanca "y afirmó que no había diferencia entre "sionismo y nazismo ". A pesar de la inactividad y disolución del grupo, varias organizaciones como Antifa tomaron inspiración en sus publicaciones, ideas y praxis del JBAKC

### Publicaciones
En 1980, el Comité John Brown Anti-Klan distribuyó un folleto titulado "Tomar una posición contra el Klan", que describe los "Principios de unidad" del grupo:

1. ¡Lucha contra la supremacía blanca en todas sus formas! ¡Muerte al Klan! ¡Apoyo a la lucha de lanación negra por laautodeterminación! ¡Apoyo la lucha para la liberación de esta tierra!
2. Seguir el liderazgo de negros y otros movimientos del tercer mundo
3. ¡Apoyo a la lucha de la gente del tercer mundo por sus derechos humanos
4. Repudio a los ataques supremacistas

El Comité John Brown Anti-Klan publicaba los boletines a nivel nacional, de manera trimestral, originalmente llamado Muerte al Klan, y luego renombrado ¡No KKK, No Fascist USA!. El periódico tuvo una circulación de 10,000  ejemplares y se enfocó en temas tales como la naturaleza racista de la educación pública, homofobia, y prisioneros políticos encarcelados en cárceles estatales. La rama neoyorkina del grupo  también publicó un boletín local llamado  Up South . En 1991, el JBAKC lanzó un video sobre fascismo y antifascismo en los Estados Unidos titulado  Behind the Burning Cross: Racism USA (Detrás de la Cruz Ardiente: Racismo USA).

### Atentados
Entre 1982 y 1984, un grupo de activistas radicales colocaron una serie de bombas en objetivos militares, gubernamentales y corporativos a lo largo de Costa Este para protestar contra el apartheid y lo que ellos consideraron como agresión estadounidense en América Central, Granada, Sudáfrica y Líbano. Los activistas usaron una variedad de nombres, tales como Unidad de Resistencia Armada, Resistencia Guerrillera, Frente de Libertad Unida y el Grupo de Lucha Revolucionaria, pero el Oficina Federal de Investigación (FBI) creía que un solo grupo era responsable. Si bien el JBAKC nunca se atribuyó la responsabilidad de los atentados, tres miembros del grupo fueron condenados por su participación en ellos..
Laura Whitehorn y Marilyn Buck cumplieron largas condenas de prisión por crímenes relacionados, y Linda Evans fue liberada en 2001 cuando el presidente Bill Clinton la conmutó de su condena original de 40 añosdespués de haber cumplido 16 años. Cinco miembros de la JBAKC y un miembro del Nuevo Movimiento de Solidaridad con la Independencia y el Socialismo Puertorriqueño fueron encontrados en desacato al tribunal por negarse a testificar ante un gran jurado sobre las bombas instaladas en el Capitolio de los Estados Unidos y dos objetivos militares durante la campaña de atentados.